# Maloney Hall
Le Maloney Hall est un bâtiment de l'université catholique d'Amérique à Washington. Il abrite aujourd'hui la Busch School of Business. Il se trouve dans le coin sud-ouest du campus principal de l'université, près de la gare de Brookland–CUA. Le Maloney Hall a pu être décrit comme ressemblant à « Harvard à l'extérieur et à Google à l'intérieur. » et l'un des bâtiments universitaires les plus modernes de Washington, si ce n'est de tout le pays.

## Histoire
Le laboratoire de chimie Martin Maloney reçoit son nom le 15 novembre 1917 en l'honneur de Martin Maloney (en), philanthrope de Philadelphie, fait marquis par le pape,,,. Maloney a fait don de 120 000 dollars pour construire le bâtiment principal et 100 000 dollars en 1923-1924 pour ce qui est aujourd'hui l'auditorium Della Ratta, d'une capacité de 273 auditeurs assis,,. Le philanthrope déclare souhaiter que ce bâtiment « puisse aider les jeunes gens et jeunes femmes catholiques à répondre aux hautes attentes offertes par notre nation ». James Farrell, président de la United States Steel Corporation, prononce un discours pour son inauguration.
L'édifice de pierre en style néogothique est conçu par Frederick Vernon Murphy, ancien étudiant de l'École nationale supérieure des Beaux-Arts. À son retour de Paris à Washington, il se présente au recteur de l'université catholique d'Amérique, le R.P. Thomas Joseph Shahan. Les deux hommes deviennent de grands amis et font ensemble les plans de premier campus, y compris le Maloney Hall, le Father O'connell Hall et le Gibbons Hall, ainsi que la bibliothèque John K. Mullen et le vieux gymnase. 
Comme le laboratoire est inauguré en pleine Première Guerre mondiale, l'armée américaine le réquisitionne pour mener des recherches chimiques . C'est ici qu'est inventée l'arme chimique lewisite par Julius Nieuwland et Winford Lee Lewis, avec les chercheurs de l'université et de l'armée. 
Le Maloney Hall a été rénové et agrandi en 1926.

## Busch School

### Rénovation
En 2016, une rénovation d'un coût de 47 millions de dollars est prévue dont 15 millions sont donnés par le philanthrope Tim Busch,,,. L'édifice néo-gothique accueille la Busch School of Business qui ouvre en janvier 2019,, qui se trouvait éparpillée dans divers bâtiments de l'université auparavant.
L'architecte principal en est Brian Pilot, ancien élève de l'université,, et la construction est menée par la compagnie Whiting-Turner Construction, avec d'anciens étudiants de l'université. L'intérieur est organisé avec des structures ultra-modernes, des salles de conférence et des salles d'études à l'espace ouvert favorisant la communication entre étudiants.

### Chapelle Saint-Michel-Archange
La construction de 2019 ajoute aussi une chapelle dédiée à l'archange saint Michel, conçue par le bureau d'architecture espagnol Studio Granda Architects,,, les vitraux représentent des saints et personnages comme sainte Catherine, Enrique Ernesto Shaw, Pier Giorgio Frassati, sainte Marguerite Clitherow, saint Grégoire le Grand, saint Josemaría Escrivá, sainte Elizabeth Ann Seton, saint Thomas d'Aquin, sainte Catherine Drexel, saint Maximilien Kolbe, devant inspirer les étudiants. Le devant d'autel montre le Christ aux Cieux entouré de saint Matthieu (pour le bien commun), saint Jean-Paul II (pour la solidarité), mère Teresa (pour la dignité humaine) et les époux Martin (pour la subsidiarité). On y voit aussi le pape Léon XIII qui approuva la fondation de l'université catholique d'Amérique. La première messe est célébrée par le P. Louis Maxmillian O.F.M. Conv., le 19 février 2019.